# Joachim Werner
Joachim Werner é um arqueólogo alemão, especialista na Alta Idade Média. Ele já era professor durante a Segunda Guerra Mundial. 
Sabe-se, acima de tudo, porque após o período de perestroika na URSS, ele anunciou publicamente a verdade pública de que não tinha dúvidas de que cinco tesouros eram sem dúvida protobúlgaros, embora ideologicamente atribuídos a outros povos (Tesouro de Nagyszentmiklós; Tesouro de Zaporizhzhya; Tesouro de Vrap; Tesouro de Ersekë). Entre eles, destaca-se o tesouro de Kubrat, especialmente o presente da espada de seu padrinho cristão, o imperador Heráclio. Kubrat é cristão e, como tal, recebeu o título de "patrício". Seu neto Tervel recebeu o título "César" por sua ajuda no cerco de Constantinopla (717-718). 